# Maurizio Lops
Maurizio Lops (Roma, 29 maggio 1969) è un attore e regista teatrale italiano.

## Biografia
Nato a Roma, dopo la maturità frequenta vari laboratori teatrali. Inizia la sua carriera appena diciottenne, nei teatri off della capitale, partecipando a vari spettacoli, in particolare commedie brillanti, data la sua passione per il genere comico. In uno dei laboratori conosce Massimiliano Bruno col quale stringe un’amicizia nonché una fruttifera collaborazione che dura ancora oggi, sia in teatro che al cinema. Più tardi incontra, studia con lui il teatro della riforma goldoniana, il teatro dell’assurdo, la riforma Brechtiana, ed in particolar modo, e con estremo interesse, quello elisabettiano.
Oltre a portare avanti i lavori come attore, è regista di vari spettacoli, di opere di Goldoni, Pirandello, Shakespeare, Beckett, Ionesco ed in particolare Feydeau, riuscendo a vincere anche alcune rassegne. 
Forma alcuni laboratori nella capitale composti da giovani ragazzi. 
Col passar del tempo continua ad interessarsi sempre di più al teatro elisabettiano, alla commedia francese di inizio secolo, ed in particolare alla commedia all’italiana. Ha lavorato sul grande schermo come attore con registi come, Fausto Brizzi, Massimiliano Bruno, Marco Martani, Edoardo Falcone, Herbert Simone Paragnani. Paolo Ruffini, ed in teatro con Massimiliano Bruno, F. D'Avino, M. Zadra, Claudio Insegno, Pietro De Silva, G. De Feudis. Insegna attualmente, in alcuni laboratori e scuole di Roma, "la Commedia con i suoi linguaggi e tempi."

## Teatro
- Ortensia ha detto... (1988)
- Show must go on (1989)
- Restiamo amici lo dici a tua sorella (1993)
- La dodicesima notte di W. Shakespeare, regia Fabio D'Avino (1990)
- Le galline pensierose, regia F. D'Avino (1991)
- Giulia Gonzaga, regia F. D'Avino (1992)
- Con la valigia di cartone..., regia M. Bruno (1992)
- Paradise City di M. Bruno, regia S. Zecca (1992)
- Rassegna i Nuovi Tragici, testi e regia di P. De Silva (1994)
- L'Incubo dell'Attore, regia S. Zecca (1994)
- Mondi Immondi, testi di P. De Silva e M. Bruno, regia P. De Silva (1995)
- Discount, testo di A. Bennicelli, regia di M. La Ginestra (1995)
- Tre Moschettieri, testo e regia di M. Bruno (1997)
- Di Palla ce n'è una sola, testo G. Brancale (1998)
- Unico Grande Amore, testo di P. Richelmi, regia W. Croce (2000-2001)
- Kabarett, regia di Fabio D'Avino (2003)
- Paspartù di M. Bruno e S. Zecca (2005-2006)
- Cover, testi M.L. Colacchia, A. Bassi, F. Blini, regia M. Bruno (2006)
- Roma Buciarda di M. Scaletta e A. Fornari, regia G. De Feudis (2009)
- La Presidentessa di Hennequin e Veber, regia M. Lops (2009)
- Avanti il prossimo, testo e regia di M. Lops (2014)
- Potere alle parole, testo e regia di M. Bruno (2015)
- Pigiama per sei di M. Camoeltti, regia di M. Zadra (2015)
- Sogno di una notte di mezza estate di W. Shakespeare, adattamento e regia di M. Bruno (2017)

## Filmografia

### Cinema
- Notte prima degli esami, regia di Fausto Brizzi (2006)
- Notte prima degli esami - Oggi, regia di Fausto Brizzi (2007)
- Cemento armato, regia di Marco Martani (2007)
- Ex, regia di Fausto Brizzi (2009)
- Una canzone per te, regia di Herbert Simone Paragnani (2010)
- Tutto l'amore del mondo, regia di Riccardo Grandi (2010)
- Femmine contro maschi, regia di Fausto Brizzi (2011)
- Nessuno mi può giudicare, regia di Massimiliano Bruno (2011)
- Viva l'Italia, regia di Massimiliano Bruno (2012)
- Com'è bello far l'amore, regia di Fausto Brizzi (2012)
- Pazze di me, regia di Fausto Brizzi (2013)
- Indovina chi viene a Natale?, regia di Fausto Brizzi (2013)
- Confusi e felici, regia di Massimiliano Bruno (2014)
- Se Dio vuole, regia di Edoardo Falcone (2015)
- Beata ignoranza, regia di Massimiliano Bruno (2017)
- Poveri ma ricchissimi, regia di Fausto Brizzi (2017)
- Aquile randagie, regia di Gianni Aureli (2019)
- Modalità aereo, regia di Fausto Brizzi (2019)
- Non ci resta che il crimine, regia di Massimiliano Bruno (2019)
- Io e Angela, regia di Herbert Simone Paragnani (2021)
- Ragazzaccio, regia di Paolo Ruffini (2022)
- Il principe di Roma, regia Edoardo Falcone (2022)
- I migliori giorni, regia di Edoardo Leo e Massimiliano Bruno (2023)
- Rido perché ti amo, regia Paolo Ruffini (2023)

### Televisione
- Assolo (2002-2003), LA7 di Fabio di Jorio, M. Bruno e Gabriella Ruisi, regia di C. D'Alisera. Autore
- Nati ieri - serie TV, episodio "Sfide" (2006)
- Medicina Generale, regia di Renato De Maria, episodio "La Vergogna" (2006)
- Immaturi - La serie, regia di Rolando Ravello - serie TV, episodio 3 (2017)